# Taux de criminalité en France
Pour un article plus général, voir Taux de criminalité.
Le taux de criminalité en France est la proportion des infractions constatées par les services de police et de gendarmerie par rapport à la population totale en France, au cours d'une année civile.

## Évolution récente de la criminalité en France
D'après les statistiques de la Direction centrale de la Police Judiciaire (Interstats), le taux de criminalité en France est en augmentation par rapport à 2023. En toile de fond, une augmentation quasi constante est constatée depuis 2008 (avec une baisse lors de la pandémie de 2020), avec toutefois certaines disparités. Par exemple, les vols de véhicules sont en baisse, alors que les violences physiques et les violences sexuelles sont en hausse, même si la plupart des victimes ne déposent pas plainte et sont donc invisibles pour les statistiques.

### Taux d'Homicide
La taux d'homicide a été divisé par deux entre 1990 et 2015, et est stable depuis. Néanmoins, selon le ministère de l'Intérieur, le nombre de tentative d'homicide est en très forte progression en France à raison de 8% par an depuis 2016.
| Année | UNODC |
| 1950  | 0,7   |
| 1990  | 2,38  |
| 1991  | 2,37  |
| 1992  | 2,33  |
| 1993  | 2,63  |
| 1994  | 2,42  |
| 1995  | 2,30  |
| 1996  | 2,01  |
| 1997  | 1,64  |
| 1998  | 1,63  |
| 1999  | 1,61  |
| 2000  | 1,77  |
| 2001  | 1,75  |
| 2002  | 1,85  |
| 2003  | 1,62  |
| 2004  | 1,62  |
| 2005  | 1,58  |
| 2006  | 1,42  |
| 2007  | 1,59  |
| 2008  | 1,63  |
| 2009  | 1,30  |
| 2010  | 1,26  |
| 2011  | 1,34  |
| 2012  | 1,22  |
| 2013  | 1,21  |
| 2014  | 1,22  |
| 2015  | 1,56  |
| 2016  | 1,20  |
| 2017  | 1,09  |
| 2018  | 1,06  |
| 2019  | 1,15  |
| 2020  | 1,05  |
| 2021  | 1,11  |
| 2022  | 1,24  |
| 2023  | 1,34  |

### Coups et blessures
Le taux d'agressions graves est en augmentation constante depuis 2003. Cependant, comme l’expliquent les chercheurs du CESDIP (Centre de recherches sociologiques sur le droit et les institutions pénales), cette situation est, pour l’essentiel, le résultat d’un durcissement de la loi : de plus en plus d’infractions sont comptabilisées comme des délits alors qu’elles ne l’étaient pas auparavant.
| Année | UNODC |
| 2003  | 222,3 |
| 2004  | 225,1 |
| 2005  | 241,2 |
| 2006  | 264,9 |
| 2007  | 281,7 |
| 2008  | 299,4 |
| 2009  | 348,8 |
| 2010  | 365,7 |
| 2011  | 362,9 |
| 2012  | 361,8 |
| 2013  | 362,3 |
| 2014  | 367,8 |
| 2015  | 373,1 |
| 2016  | 380,3 |
| 2017  | 396,5 |
| 2018  | 457,4 |
| 2019  | 491   |
| 2020  | 481,2 |
| 2021  | 535,5 |
| 2022  | 591,2 |
| 2023  | 628,3 |

### Violences sexuelles
Le taux de violences sexuelles, stable entre 2003 et 2014 est en augmentation depuis 2014. Cependant, cette tendance à la hausse atteint particulièrement les formes plus mineures d’agressions sexuelles – tels les ‘gestes déplacés’ – bien davantage que les agressions plus caractérisées (viols et tentatives de viol).
| Année | UNODC |
| 2003  | 42,5  |
| 2004  | 42,9  |
| 2005  | 38,7  |
| 2006  | 36,9  |
| 2007  | 37,2  |
| 2008  | 38,3  |
| 2009  | 36,9  |
| 2010  | 36,2  |
| 2011  | 37,5  |
| 2012  | 41,8  |
| 2013  | 43,1  |
| 2014  | 47,9  |
| 2015  | 51,3  |
| 2016  | 54,5  |
| 2017  | 60,8  |
| 2018  | 72,5  |
| 2019  | 84    |
| 2020  | 85,5  |
| 2021  | 112,4 |
| 2022  | 126,1 |
| 2023  | 134,9 |

## Sociologie des victimes et des auteurs
« Le nombre de mis en cause pour des infractions élucidées en 2023 par les services de police et de gendarmerie rapporté à la population française décroît avec l’âge : 4,6 auteurs présumés pour 100 habitants entre 15 et 19 ans et 5,0 entre 20 et 24 ans ; 1,8 pour 100 habitants entre 40 et 44 ans ; 0,3 pour 100 habitants entre 60 et 64 ans (figure 18). Les étrangers représentent 17 % du total des mis en cause en 2023 contre 8 % des personnes résidant en France.
Leur part est la plus élevée pour les atteintes aux biens ; elle est sur une tendance à la hausse depuis 2016 pour certains types d’infractions, en lien avec l’existence de filières spécialisées de criminalité organisée : 38 % pour les cambriolages (26 % en 2016), 40 % des vols dans les véhicules (18 % en 2016), 31 % pour les vols violents sans arme (21 % en 2016) [cf. données complémentaires disponibles sur le site Interstats]. La part d’étrangers parmi les mis en cause est beaucoup plus faible pour les vols de véhicules et l’usage de stupéfiants (11 % pour chacun des deux indicateurs), même s’il reste en augmentation depuis 2016 (respectivement 8 % et 9 %). »

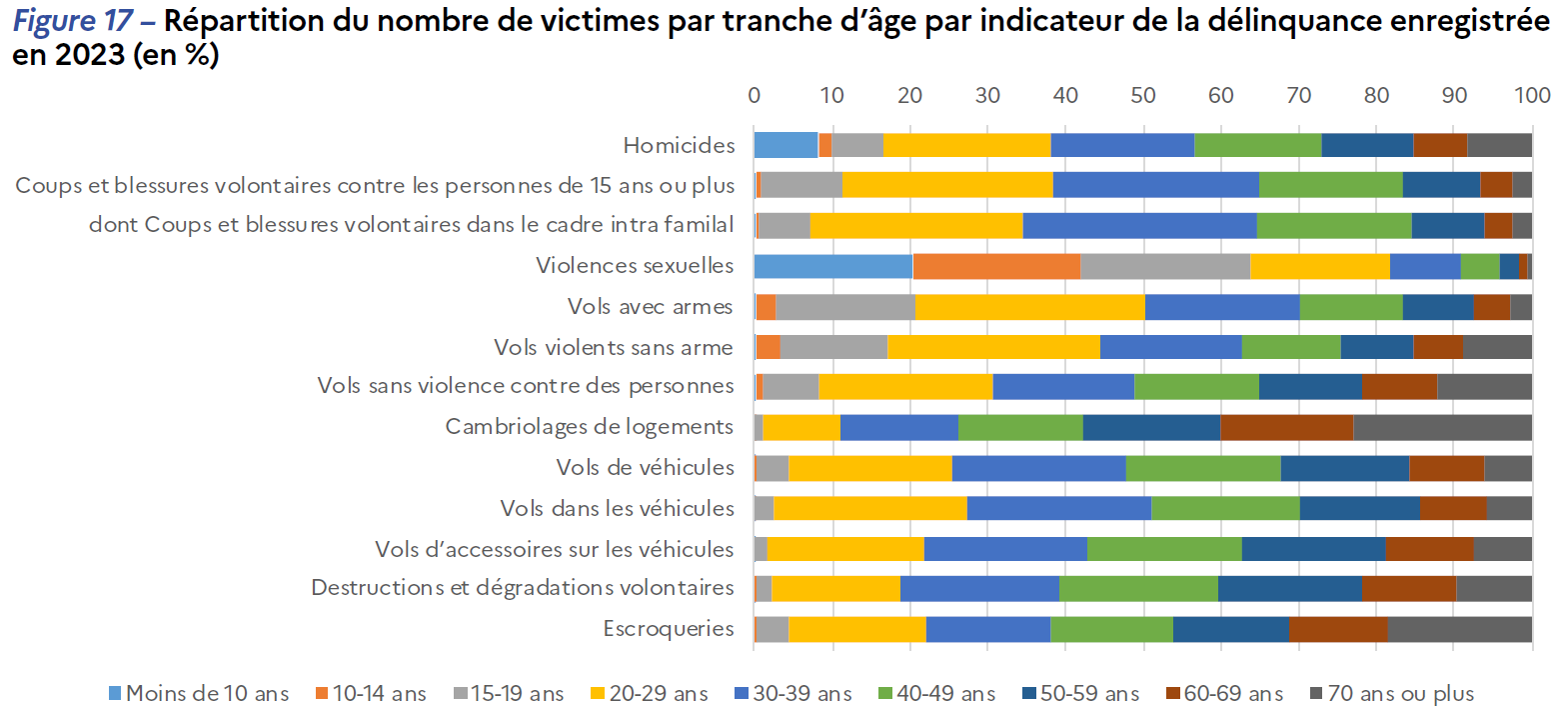
Répartition du nombre de victimes par tranche d’âge par indicateur de la délinquance enregistrée en 2023 (en %).

## Évolution du taux de criminalité en France depuis 1949
D'après les statistiques de la Direction nationale de la Police Judiciaire, le taux de criminalité en France était de 14,06 ‰ en 1949, 67,06 ‰ en 1984, 67,08 ‰ en 1992, 61,94 ‰ en 2005 et 54,65 ‰  en 2012. Après une forte progression dans les années 1970, il présente une certaine stabilité depuis les années 1980. Selon le Centre international d'études criminologiques, entre 1952 et 1996, la criminalité en France a été multipliée par 6,8. On entre alors dans la société de consommation, il y a davantage d’objets à voler, on s’assure plus souvent et on les déclare davantage à la police.
Évolution du taux de criminalité en France depuis 1949,, :
Le graphique qui aurait dû être présenté ici ne peut pas être affiché car il utilise l'ancienne extension Graph, désactivée pour des questions de sécurité. Des indications pour créer un nouveau graphique avec la nouvelle extension Chart sont disponibles ici.

Sur le graphique ci-dessus, le taux de criminalité est le rapport entre le nombre de crimes et délits constatés par les services de police et de gendarmerie et la population considérée.

## Géographie

### Taux de criminalité par ville en 2008
| Ville (agglomération) | Rang | Taux (2008) | Département         | Région                     |
| Saint-Denis           | 1    | 166,50      | Seine-Saint-Denis   | Île-de-France              |
| Saint-Ouen-sur-Seine  | 2    | 157,67      | Seine-Saint-Denis   | Île-de-France              |
| Aubervilliers         | 3    | 137,29      | Seine-Saint-Denis   | Île-de-France              |
| Persan                | 4    | 132,24      | Val d'Oise          | Île-de-France              |
| Nîmes                 | 5    | 117,32      | Gard                | Languedoc-Roussillon       |
| Nice                  | 6    | 114,32      | Alpes-Maritimes     | Provence-Alpes-Côte d'Azur |
| Marseille             | 7    | 114,04      | Bouches-du-Rhône    | Provence-Alpes-Côte d'Azur |
| La Courneuve          | 8    | 113,38      | Seine-Saint-Denis   | Île-de-France              |
| Corbeil-Essonnes      | 9    | 111,38      | Essonne             | Île-de-France              |
| Lille                 | 10   | 109,87      | Nord                | Nord                       |
| Paris                 | 11   | 109,81      | Paris               | Île-de-France              |
| Toulouse              | 12   | 108,58      | Haute-Garonne       | Midi-Pyrénées              |
| Bobigny               | 13   | 107,48      | Seine-Saint-Denis   | Île-de-France              |
| Pantin                | 14   | 107,21      | Seine-Saint-Denis   | Île-de-France              |
| Cergy-Pontoise        | 15   | 106,39      | Val-d'Oise          | Île-de-France              |
| Valence               | 16   | 104,82      | Drôme               | Rhône-Alpes                |
| Vitrolles             | 17   | 104,70      | Bouches-du-Rhône    | Provence-Alpes-Côte d'Azur |
| Clichy                | 18   | 104,07      | Hauts-de-Seine      | Île-de-France              |
| Montpellier           | 19   | 103,24      | Hérault             | Languedoc-Roussillon       |
| Perpignan             | 20   | 102,64      | Pyrénées-Orientales | Languedoc-Roussillon       |
| Dreux                 | 21   | 101,84      | Eure-et-Loir        | Centre                     |
| Bondy                 | 22   | 101,12      | Seine-Saint-Denis   | Île-de-France              |
| Stains                | 23   | 100,61      | Seine-Saint-Denis   | Île-de-France              |
| Cavaillon             | 24   | 100,61      | Vaucluse            | Provence-Alpes-Côte d'Azur |
| Rosny-sous-Bois       | 25   | 99,76       | Seine-Saint-Denis   | Île-de-France              |
| Évreux                | 26   | 99,68       | Eure                | Haute-Normandie            |
| Le Havre              | 27   | 99,18       | Seine-Maritime      | Haute-Normandie            |
| Orléans               | 28   | 98,92       | Loiret              | Centre-Val de Loire        |
| Béziers               | 29   | 98,13       | Hérault             | Languedoc-Roussillon       |
| Aix-en-Provence       | 30   | 97,46       | Bouches-du-Rhône    | Provence-Alpes-Côte d'Azur |

## Sources
- « Taux de criminalité par ville »(Archive.org • Wikiwix • Archive.is • Google • Que faire ?) - Document du Monde
- définition du taux de Criminalité sur scarlet.be